# Amphoe Loeng Nok Tha
Amphoe Loeng Nok Tha (in Thai อำเภอ เลิงนกทา) ist ein Landkreis (Amphoe – Verwaltungs-Distrikt) in der Provinz Yasothon. Die Provinz Yasothon liegt im östlichen Teil der Nordostregion von Thailand, dem so genannten Isan.

## Geographie
Benachbarte Bezirke (von Norden im Uhrzeigersinn): die Amphoe Nong Sung, Nikhom Kham Soi und Don Tan der Provinz Mukdahan, an die Amphoe Chanuman und Senangkhanikhom der Provinz Amnat Charoen, an die Amphoe Thai Charoen und Kut Chum in der Provinz Yasothon, sowie an Amphoe Nong Phok der Provinz Roi Et.
Loeng Nok Tha liegt etwa 69 km nordöstlich vom Amphoe Mueang Yasothon und rund 600 km nordöstlich von Bangkok entfernt.

## Geschichte
Loeng Nok Tha wurde am 1. September 1937 zunächst als „Zweigkreis“ (King Amphoe) unter der Verwaltung des Amphoe Mueang Amnat Charoen in der Provinz Ubon Ratchathani eingerichtet. Es bestand seinerzeit aus den drei Tambon Kut Chiang Mi, Bung Kha und Som Pho.
Am 1. November 1947 wurde Loeng Nok Tha zu einem Amphoe der Provinz Ubon Ratchathani heraufgestuft. Als 1972 die neue Provinz Yasothon kreiert wurde, war Loeng Nok Tha einer der sechs ursprünglichen Distrikte.

## Verwaltung

### Provinzverwaltung
Der Landkreis Loeng Nok Tha ist in zehn Tambon („Unterbezirke“ oder „Gemeinden“) eingeteilt, die sich weiter in 143 Muban („Dörfer“) unterteilen.
| Nr.  | Name          | Thai     | Muban | Einw.  |
| ---- | ------------- | -------- | ----- | ------ |
| 02.  | Bung Kha      | บุ่งค้า     | 0-    | 13.247 |
| 03.  | Sawat         | สวาท     | 16    | 13.337 |
| 05.  | Hong Saeng    | ห้องแซง   | 04    | 11.420 |
| 06.  | Samakkhi      | สามัคคี    | 15    | 07.412 |
| 07.  | Kut Chiang Mi | กุดเชียงหมี | 12    | 07.657 |
| 010. | Sam Yaek      | สามแยก   | 0-    | 12.284 |
| 011. | Kut Hae       | กุดแห่     | 13    | 08.520 |
| 012. | Khok Samran   | โคกสำราญ | 04    | 10.439 |
| 013. | Sang Ming     | สร้างมิ่ง   | 0-    | 05.977 |
| 014. | Si Kaeo       | ศรีแก้ว    | 10    | 05.580 |

Hinweis: Die Daten der Muban liegen zum Teil noch nicht vor.

### Lokalverwaltung
Es gibt neun Kommunen mit „Kleinstadt“-Status (Thesaban Tambon) im Landkreis:
- Bung Kha (Thai: เทศบาลตำบลบุ่งค้า), bestehend aus dem gesamten Tambon Bung Kha.
- Sawat (Thai: เทศบาลตำบลสวาท), bestehend aus Teilen des Tambon Sawat.
- Hong Saeng (Thai: เทศบาลตำบลห้องแซง), bestehend aus dem gesamten Tambon Hong Saeng.
- Samakkhi (Thai: เทศบาลตำบลสามัคคี), bestehend aus dem gesamten Tambon Samakkhi.
- Kut Chiang Mi (Thai: เทศบาลตำบลกุดเชียงหมี), bestehend aus dem gesamten Tambon Kut Chiang Mi.
- Kut Hae (Thai: เทศบาลตำบลกุดแห่), bestehend aus dem gesamten Tambon Kut Hae.
- Si Kaeo (Thai: เทศบาลตำบลศรีแก้ว), bestehend aus dem gesamten Tambon Si Kaeo.
- Loeng Nok Tha (Thai: เทศบาลตำบลเลิงนกทา), bestehend aus den übrigen Teilen des Tambon Sawat.
- Sam Yaek (Thai: เทศบาลตำบลสามแยก), bestehend aus Teilen des Tambon Sam Yaek.

Außerdem gibt es drei „Tambon-Verwaltungsorganisationen“ (องค์การบริหารส่วนตำบล – Tambon Administrative Organizations, TAO):
- Sam Yaek (Thai: องค์การบริหารส่วนตำบลสามแยก)
- Khok Samran (Thai: องค์การบริหารส่วนตำบลโคกสำราญ)
- Sang Ming (Thai: องค์การบริหารส่วนตำบลสร้างมิ่ง)